# 土浦キララまつり
土浦キララまつり（つちうらキララまつり）は、毎年8月の第1土曜・日曜日に茨城県土浦市で行われる祭である。1990年土浦七夕祭りが幕を引き（1951～1989）霞ヶ浦湖上まつりと七夕まつりを合流、土浦キララまつりが誕生

## 概要
1990年（平成2年）に、1951年（昭和26年）から行われてきた「土浦七夕まつり」と、「霞ヶ浦湖上まつり」が統合してリニューアルした祭で、土浦駅西口前目抜き通りを歩行者天国として、パレードや山車が華やかに連なる。

当祭で行われる七夕おどりコンテストでは各地区や同好会・グループが参加し、交流を深めている。
2020年、2021年は新型コロナウイルスの影響で中止となった。

## イベント
主に駅前通り、大国中央駐車場、土浦港で開催される。
- 七夕おどりコンテスト
- 音楽隊パレード
- 市民山車巡行
  - 　山車巡行は土浦キララまつり開催翌年1991年から亀城公園から関東銀行本店（現筑波銀行）前を新川囃子新城組、桜町1丁目獅子、新川囃子新友組で巡行。市民山車に中丸囃子上演。
- 霞ヶ浦水辺体験
- 観光船試乗会
- ご当地アイドルフェス
- 霞ヶ浦湖上花火大会
  - 　当祭の最終日に行われてきたが、2002年（平成14年）の開催を最後に中止となった。その後2010年（平成22年）に土浦市制70周年記念とキララまつり20周年記念として1年限りで当祭の前夜祭に復活した[3]。2023年（令和5年）からは『熱いぞ土浦湖上花火』と題して、1日目の最後のイベントとして行われる予定[4]。

## アクセス
鉄道利用

JR常磐線土浦駅下車。
- 土浦駅西口前目抜き通り会場

土浦駅西口から徒歩3分
- 大国中央駐車場会場（土浦市中央1丁目）

土浦駅西口から徒歩5分
- 土浦港会場

土浦駅東口から徒歩5分

車利用

常磐自動車道土浦北インターチェンジから国道125号で約10分。